# Rdzawa plamistość miąższu bulw ziemniaka

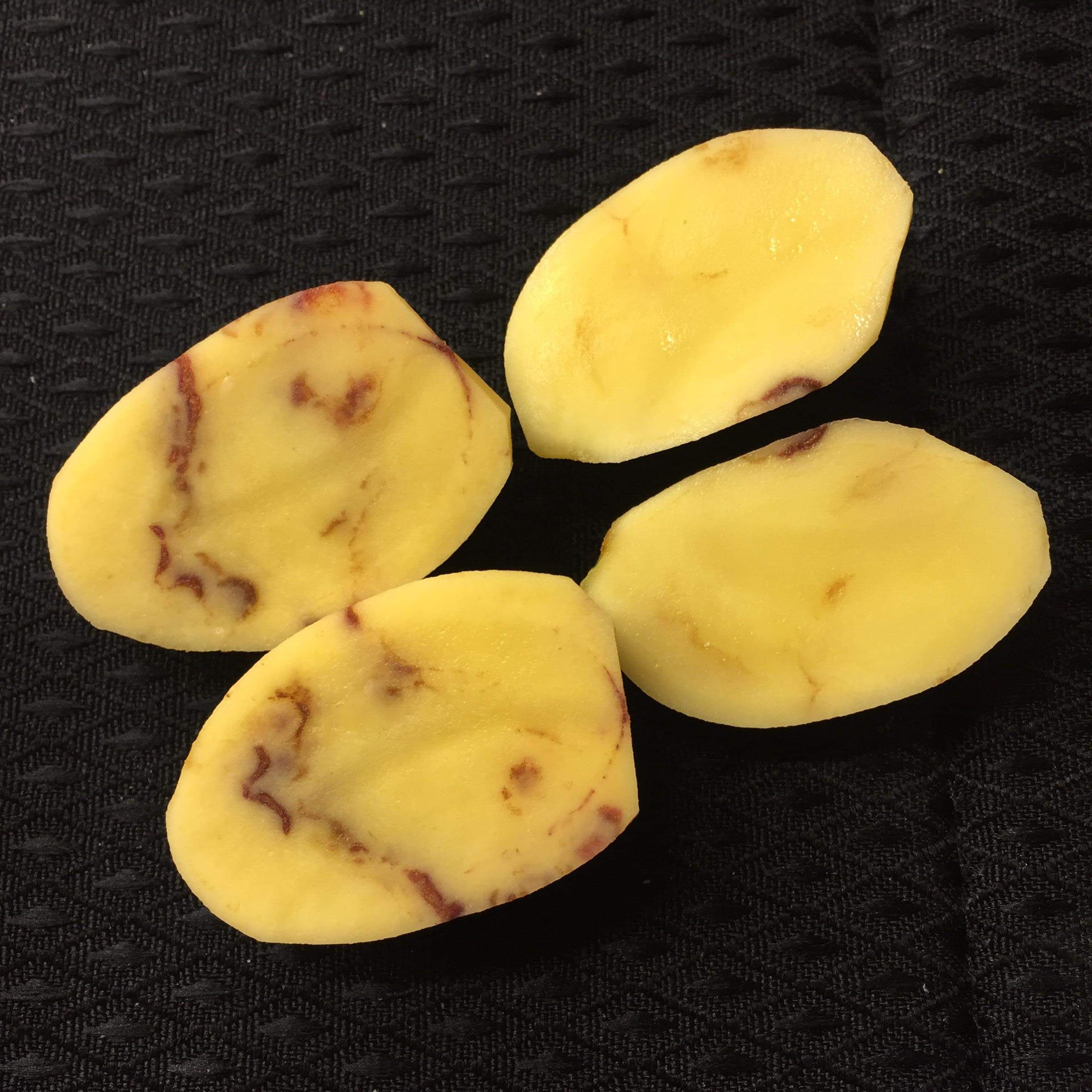
Objawy na przekrojonych bulwach

Rdzawa plamistość miąższu bulw ziemniaka – nieinfekcyjna choroba ziemniaków wywołana zaburzeniami w gospodarce wodnej.

## Występowanie i szkodliwość
Choroba występuje we wszystkich rejonach uprawy ziemniaków i powoduje obniżenie plonu. Chore bulwy nie nadają się do spożycia ani do produkcji mąki ziemniaczanej. Ponieważ jest to choroba nieinfekcyjna, słabo porażone bulwy można używać do sadzenia, ale pod warunkiem wykluczenia chorób infekcyjnych (np. czopowatości bulw ziemniaka lub liściozwoju ziemniaka), które mogą dawać podobne objawy.

## Objawy
Wskutek zaburzeń w oddychaniu i odżywianiu wywołanych przez niekorzystne warunki glebowe i klimatyczne wewnątrz miąższu bulw powstają grupy obumarłych komórek. Są nieregularnie rozmieszczone i mają postać rdzawych lub jasnobrązowych plam. Przeważnie znajdują się w wewnętrznej części bulw otoczonej pierścieniem wiązek naczyniowych. Po ugotowaniu bulw miejsca w obrębie plam są twarde. Często oprócz plam następuje zanikanie skrobi w otaczających je komórkach, wskutek czego miejsca te stają się szkliste.
Choroba częściej występuje na glebach piaszczystych i przepuszczalnych oraz na gliniastych i mało przepuszczalnych. Silniejszy rozwój choroby występuje także, gdy wiosna jest wilgotna, a później występuje susza i znów okres podwyższonej wilgotności. Świadczy to o tym, że przyczyną choroby są zaburzenia w gospodarce wodnej.

## Ochrona
Gdy w jakimś rejonie rdzawa plamistość miąższu ziemniaka stanowi powtarzający się problem, zaleca się uprawę odmian odpornych na tę chorobę. Należą do nich: ‘Agnes’, ‘Altesse’, ‘Ametyst’, ‘Annabelle’, ‘Arielle’, ‘Bryza’, ‘Denar’, ‘Etola’, ‘Hubal’, ‘Igor’, ‘Jurek’, ‘Jutrzenka’, ‘Malaga’, ‘Michalina’, ‘Oman’, ‘Roxana’, ‘Veronie’, ‘Zagłoba’. Do odmian podatnych należą: ‘Aruba’, ‘Bellarosa’, ‘Carrera’, ‘Fresco’, ‘Ibis’, ‘Irga’, ‘Latona’, ‘Legenda’, ‘Molli’, ‘Roko’, ‘Sante’, ‘Zenia’.